# Don’t Stop the Dance
Don’t Stop the Dance ist ein Lied des englischen Sängers Bryan Ferry aus seinem Solo-Studioalbum Boys and Girls aus dem Jahr 1985. Es wurde im August 1985 als zweite Single des Albums ausgekoppelt und veröffentlicht. Der Titel wurde von Ferry und Rhett Davies geschrieben und produziert.
Ein begleitendes Musikvideo wurde von John Scarlett-Davis gedreht und zeigt das französische Model Laurence Treil sowie Louise King. Das Musikvideo verwendet verschiedene Aufnahmen von Theaterlichtern. Im weiteren Verlauf des Videos laufen im Hintergrund Szenen tanzender Menschen aus alten Filmen ab, darunter Frauen am Strand, Chormädchen, Balletttänzerinnen, Stepptänzerinnen und andere. Die Stilisierung des Videos wurde vom Modefotografen Stevie Hughes übernommen.